# 伊琳娜·弗拉基米罗芙娜·格拉先科
伊琳娜·弗拉基米罗芙娜·格拉先科（羅馬化：Iryna Volodymyrivna Herashchenko；1971年5月15日—），烏克蘭政治人物，現為最高拉達議員。1993年從基辅大学新闻系畢業。2016年4月14日至2019年8月29日擔任烏克蘭最高拉達第一副主席。